# UEFA Futsal Champions League

UEFA Futsal Champions League

De UEFA Futsal Champions League (tot 2018 UEFA Futsal Cup) is een jaarlijkse zaalvoetbalcompetitie voor Europese clubs. Het toernooi werd voor het eerst gehouden in het seizoen 2001/02.

## Finales
| Seizoen | Winnaar                          | Score       | Finalist                   |
| ------- | -------------------------------- | ----------- | -------------------------- |
| 2001/02 | Playas de Castellón FS           | 5-1         | Action 21 Charleroi        |
| 2002/03 | Playas de Castellón FS           | 1-1, 6-4    | Action 21 Charleroi        |
| 2003/04 | Interviú FS                      | 4-1, 3-4    | SL Benfica                 |
| 2004/05 | Action 21 Charleroi              | 4-3, 6-6    | Dinamo Moskou              |
| 2005/06 | Interviú FS                      | 6-3, 3-4    | Dinamo Moskou              |
| 2006/07 | Dinamo Moskou                    | 2-1         | Interviú FS                |
| 2007/08 | Viz-Sinara Jekaterinenburg       | 4-4, 3-2 ns | ElPozo Murcia Turística FS |
| 2008/09 | Interviú FS                      | 5-1         | Viz-Sinara Jekaterinenburg |
| 2009/10 | SL Benfica                       | 3-2 nv      | Interviú FS                |
| 2010/11 | Città di Montesilvano Calcio a 5 | 5-2         | Sporting CP                |
| 2011/12 | FC Barcelona                     | 3-1         | Dinamo Moskou              |
| 2012/13 | Kairat Almaty                    | 4-3         | Dinamo Moskou              |
| 2013/14 | FC Barcelona                     | 5-2 nv      | Dinamo Moskou              |
| 2014/15 | Kairat Almaty                    | 3-2         | FC Barcelona               |
| 2015/16 | Oegra Joegorsk                   | 4-3         | Inter FS                   |
| 2016/17 | Inter FS                         | 7-0         | Sporting CP                |
| 2017/18 | Inter FS                         | 5-2         | Sporting CP                |
| 2018/19 | Sporting CP                      | 2-1         | Kairat Almaty              |
| 2019/20 | FC Barcelona                     | 2-1         | ElPozo Murcia Turística FS |
| 2020/21 | Sporting CP                      | 4-3         | FC Barcelona               |
| 2021/22 | FC Barcelona                     | 4-0         | Sporting CP                |
| 2022/23 | Palma Futsal                     | 1-1, 5-3 ns | Sporting CP                |
| 2023/24 | Palma Futsal                     | 5-1         | FC Barcelona               |
| 2024/25 | Palma Futsal                     | 9-4         | Kairat Almaty              |

## Optredens per land
| Land       | Winnaar | Finalist | Winnende clubs                                                               |
| ---------- | ------- | -------- | ---------------------------------------------------------------------------- |
| Spanje     | 14      | 8        | Inter FS (5), FC Barcelona (3), Palma Futsal (3), Playas de Castellón FS (2) |
| Rusland    | 3       | 6        | Dinamo Moskou (1), Viz-Sinara Jekaterinenburg (1), Oegra Joegorsk (1)        |
| Portugal   | 3       | 6        | Sporting CP (2), SL Benfica (1)                                              |
| Kazachstan | 2       | 2        | Kairat Almaty (2)                                                            |
| België     | 1       | 2        | Action 21 Charleroi (1)                                                      |
| Italië     | 1       | –        | Città di Montesilvano Calcio a 5 (1)                                         |